# Имам-Ата
Имам-Ата (кирг. Имам-Ата, до 2002 года — Культурное) — село в Кара-Сууском районе Ошской области Кыргызстана. Входит в состав Шаркского айылного аймака.

## География
Село расположено в северо-западной части области, у северо-восточной окраины города Ош, на расстоянии приблизительно 20 километров (по прямой) к юго-юго-западу от города Кара-Суу, административного центра района.

## Население
Согласно оценочным данным Национального статистического комитета Кыргызской Республики, численность населения села на начало 2023 года составляла 5209 человек.
| год     | 2009 | 2014 | 2015 | 2020 | 2021 | 2023 |
| ------- | ---- | ---- | ---- | ---- | ---- | ---- |
| человек | 3809 | 4080 | 4150 | 4661 | 4782 | 5209 |